# 華盛頓／瓦巴什站
華盛頓／瓦巴什站（英語：Washington/Wabash station）是一個芝加哥地鐵棕線、綠線、橙線、粉紅線和紫線的地鐵站。車站在2017年8月31日啟用。此站取代蘭多夫／瓦巴什站及馬迪遜／瓦巴什站。工程由芝加哥交通局負責。2015年3月馬迪遜／瓦巴什站關閉後，7500萬美元的車站工程隨即開工，並在2017年8月完工。車站位於盧普區內，介乎瓦巴什大道的華盛頓街和馬迪遜街之間。
2018年，新車站獲得美國建築師學會芝加哥篇頒發優秀奬。

## 車站結構
| P 月台層 | 側式月台，右側開門 | 側式月台，右側開門 |
| P 月台層 | 逆時針             | 绿线 往哈萊姆／湖（州／湖） · 棕线 往金博爾（州／湖） |
| P 月台層 | 順時針             | 绿线 往阿什蘭／63街或小屋林（阿當斯／瓦巴什） · 紫綫 繁忙時段往林登（阿當斯／瓦巴什） · 粉紅綫 往54街／塞馬克（阿當斯／瓦巴什） · 橙綫 往中途（阿當斯／瓦巴什） |
| P 月台層 | 側式月台，右側開門 | |
| M        | 夾層               | 驗票閘門、售票機、月台間轉乘 |
| G        | 地面               | – |

## 外部連結
维基共享资源上的相關多媒體資源：華盛頓／瓦巴什站
- 官方網站 （页面存档备份，存于）
- Washington/Wabash （页面存档备份，存于） at Chicago-L.org